# 魯氏克奈魚
魯氏克奈魚為輻鰭魚綱鼠鱚目尼羅魚科的其中一種，被IUCN列為次級保育類動物，分布於非洲坦尚尼亞Little Ruaha河、Ndembera河、Idodi河流域，體長可達57.5公分，棲息在水緩慢的溪流區，屬肉食性，可做為食用魚。